# 絕命詩
絕命詩，又称辞世诗、辞世句，是在中國文学中发展起来的一种诗歌体裁，是指一些知道自己將死時所作、或者吟誦的詩，這類絕命詩的形式可以有很多種，例如近體詩、古體詩、現代詩、偈頌、短歌、俳句。中国历史的某些时期和日本以及朝鲜王朝最为常見。絕命詩一般由文人阶层、统治阶级、武士和僧侣等人士創作。二战期间不少日本士兵会在自杀任务或战斗之前写下絕命詩。 